# شهرستان پوبئی
شهرستان پوبئی (به لاتین: Pubei County) یک شهرستان در جمهوری خلق چین است که در چینژوو واقع شده‌است.